# Зурбир, Макс
Макс Зу́рбир (нем. Max Suhrbier; 12 октября 1902, Росток — 16 января 1971, Берлин) — немецкий политик. Председатель Либерально-демократической партии Германии в 1960—1967 годах.

## Биография
Макс Зурбир, сын слесаря, по окончании гимназии и сдачи экзаменов на аттестат зрелости изучал юриспруденцию в Ростокском университете в 1921—1924 годах. Сдав стажёрский экзамен, в 1925 году защитил докторскую диссертацию. в 1928 году успешно сдал асессорский экзамен и начал карьеру государственного служащего. В 1931—1933 годах Зурбир состоял в Немецкой национальной народной партии. В 1929 году служил референтом по вопросам расселения в министерстве сельского хозяйства Мекленбург-Шверина. В 1933—1945 годах занимал должность референта по налоговым вопросам в министерстве финансов Мекленбурга.
По окончании Второй мировой войны Зурбир был назначен руководителем отдела в министерстве финансов Мекленбурга. В 1946 году он выступил одним из учредителей местного отделения ЛДПГ, в 1947—1952 годах возглавлял ЛДПГ в Мекленбурге — Передней Померании. После преобразования земель на территории советской зоны оккупации Германии в округа являлся председателем ЛДПГ в округе Шверин в 1952—1957 годах. В 1946—1952 годах Макс Зурбир избирался в ландтаг Мекленбурга — Передней Померании, затем был депутатом окружного собрания депутатов Шверина. В 1948 году Зурбир был назначен министром финансов земли Мекленбург — Передняя Померания и занимал эту должность до 1952 года, затем являлся заместителем председателя Окружного совета Шверина. В 1950—1958 годах и с 1963 года до своей смерти Зурбир являлся делегатом Народной палаты ГДР. В 1959—1960 годах занимал должность заместителя министра финансов ГДР.
На 8-м съезде ЛДПГ 8 июля 1960 года Макс Зурбир был избран заместителем председателя партии, а спустя несколько дней после смерти председателя Ганса Лоха был избран управляющим председателем партии. 28 июля 1960 года Зурбир сменил Лоха на посту председателя Комитета германского единства. В августе 1960 года Зурбир вошёл в состав президиума Национального совета Национального фронта ГДР. 22 декабря 1960 года Зурбир был назначен заместителем председателя Совета Министров ГДР и занимал эту должность в течение пяти лет до 22 декабря 1965 года. На 10-м съезде ЛДПГ в ноябре 1967 года председателем был избран Манфред Герлах, а Макс Зурбир был назначен почётным председателем партии.

## Сочинения
- Deutschland — liberale Demokratie, Schwerin 1948
- Liberale Politik für Deutschland, Schwerin 1951